# Градски стадион у Краљеву
Стадион ФК Слога Краљево налази се у индустријској улици бб. У његовој близини налазе се аутобуска и железничка станица. Стадион налази се у индустријској зони, са једне стране окружен је Фабриком вагона Краљево, са друге стране се налази меморијални центар "14 октобар". Стадион поседује две трибине и то: северну трибину и јужну. Занимљиво је да северна и јужна трибина се налазе по дужини терена што је права реткост, у односу на већину стадиона у земљи где се северна и јужна трибина налазе иза голова.

## Галерија
- Фудбалери Слоге
- ФК Слога Краљево 1969 годин
- ФК Слога Краљево